# 霍城黄耆
霍城黄耆（学名：Astragalus karkarensis）是豆科黄芪属的植物。分布于哈萨克斯坦以及中国大陆的新疆等地，生长于海拔1,250米的地区，多生长于山坡阳处，目前尚未由人工引种栽培。